# Grete Schurz
Grete Schurz (geboren am 29. April 1934 in Graz; gestorben am 8. November 2022) war eine Frauenlobbyistin und die erste Frauenbeauftragte in Österreich.

## Leben
Nach der Matura war Schurz als Volontärin bei der Tagespost beschäftigt und studierte Rechtswissenschaften. In einem Sprachkurs, den sie nebenbei belegte, lernte sie ihren späteren Mann Josef Schurz kennen, mit dem sie zwei Söhne, Gerhard und Robert, bekam. Sie gab ihr Studium und ihre Stelle bei der Tagespost auf, um sich die nächsten zwanzig Jahre ihrer Familie zu widmen.
Im Jahr 1974 begann sie ihr Studium der Psychologie und Soziologie an der Universität Graz. Nebenbei hielt sie im Grazer Volksbildungshaus Urania Frauenkurse unter dem Titel Emanzipation konkret ab und engagierte sich für die Umsetzung ihrer Idee eines Frauenhauses in Graz, wofür sie am 13. März 1980 den Verein Grazer Fraueninitiative – Soforthilfe für bedrohte und misshandelte Frauen und deren Kinder gründete und dessen Vorsitz übernahm. Das erste Grazer Frauenhaus wurde am 12. Dezember 1981 eröffnet. 1984 schloss sie ihr Studium mit der Dissertation Destruktive Gehorsamsbereitschaft gegenüber Autoritäten ab.
Schurz wurde 1986 von Bürgermeister Alfred Stingl zur ersten Frauenbeauftragten in Österreich berufen. In dieser Funktion, die sie bis 1994 ausübte, setzte sie sich u. a. für Familienermäßigungen in öffentlichen Verkehrsmitteln und für die bevorzugte Vergabe von Gemeindewohnungen an alleinerziehende Mütter ein, ebenso für ein ausgewogenes Geschlechterverhältnis in der Ausbildung von Gynäkologinnen, Frauenparkplätze in Tiefgaragen und die Förderung künstlerisch tätiger Frauen. Auch Vorschläge für neue Richtlinien bei der Personalanstellung und -beförderung innerhalb des Magistrats wurden erarbeitet. Auf ihre Initiative entstand auch der in Österreich einmalige Grazer Frauenrat, der beratende Funktion im Gemeinderat hat und dem rund 50 Frauengruppen und Frauenorganisationen unterschiedlicher autonomer, politischer und konfessioneller Richtungen sowie Einzelpersonen angehören. Neben dem Ziel, den Anspruch der Frauen auf Gleichbehandlung und Gleichberechtigung durchzusetzen, war der Frauenrat für Schurz auch ein Versuch, Frauensolidarität über weltanschauliche Grenzen hinweg zu leben. Weiters war sie Mitherausgeberin der Grazer Kulturzeitschrift Eva & Co, in der sie gemeinsam mit der Grazer Fraueninitiative über feministisch orientierte Bildungs- und Kulturangebote berichtete.
Grete Schurz starb am 8. November 2022 im Alter von 88 Jahren. Sie wurde am Friedhof Mariatrost bestattet.
Im März 2023 wurde in Graz - Reininghaus ein Platz nach Grete Schurz benannt.

## Auszeichnungen
- Josef-Krainer-Preis für soziale Initiativen, 1984
- Großes Goldenes Ehrenzeichen des Landes Steiermark, 1994
- Ernennung zur “Bürgerin der Stadt Graz”, 1995
- Josef-Krainer-Heimatpreis, 2004[10]
- Ehrenring der Stadt Graz, 2010[2]